# Gan (Sprache)

Geographische Verbreitung der chinesischen Sprachen

Gan, selten Gann oder Kan (chinesisch 贛語 / 赣语, Pinyin Gànyǔ, auch 贛話 / 赣话,  Gànhuà) ist eine chinesische sinotibetische Sprache. Im Chinesischen ist Gan auch als Jiangxi-Regiolekt (江西話 / 江西话,  Jiāngxīhuà – „Jiangxi-Dialekt, Jiangxi-Sprache“) bekannt. Diese Sprache ist hauptsächlich in den Provinzen von Jiangxi und von Hubei verbreitet. Es gibt auch viele Sprecher in einigen Teilen von Hunan, Anhui und Fujian. Die Sprache ist nach dem Gan-Fluss benannt.
Dialektformen der Sprache sind Changdu (昌都片, veraltet Changjing 昌靖片), Yiliu (宜浏片), Jicha (吉茶片), Fuguang (抚广片), Yingyi (鹰弋片), Datong (大通片), Leizhi (耒资片), Dongsui (洞绥片) und Huaiyue (怀岳片). Dabei gilt der Nanchang-Dialekt (南昌话) – auch als Duchang-Dialekt bekannt – der Stadtkreisregion Nanchang (Stadt Nanchang, 南昌市) und Duchang (Kreis Duchang, 都昌县) als repräsentative Mundart der Changdu-Dialektform und gilt als die bekannteste Regiolekt unter den verschiedenen Gan-Mundarten.